# El valle de los avasallados

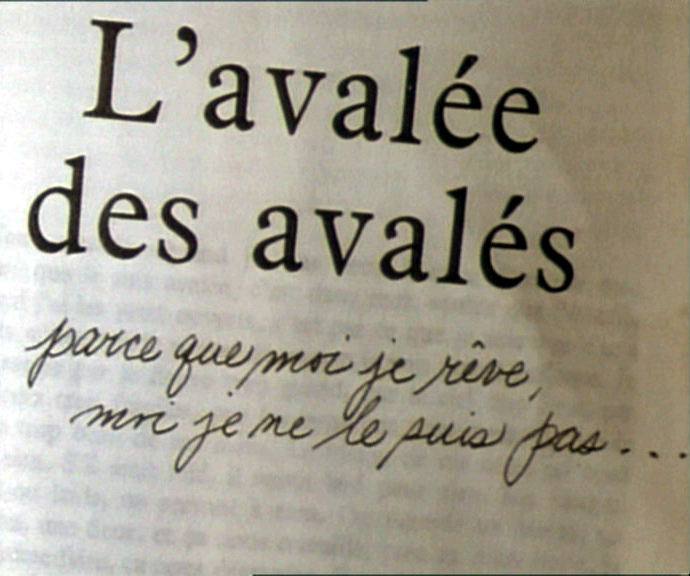
Portada de El Valle de los avasallados.

L'Avalée des avalés (en castellano, El valle de los avasallados) es la primera obra publicada del escritor quebequense Réjean Ducharme.
La acción tiene lugar durante la revolución tranquila de los años sesenta, en la Isla de Sœurs, en los suburbios de la ciudad de Montreal. El desarrollo de la historia se sitúa en un período de alrededor de seis años, en los que Bérénice, personaje principal y narradora, viaja de un lugar a otro, llegando hasta Israel, el país de origen de su padre, Mauritius Einberg.
El cineasta Jean-Claude Lauzon se inspiró parcialmente en esta obra para crear su segundo largometraje, Léolo.
- Datos: Q3204931